# Sony Xperia XZ2
Xperia XZ2是索尼於2018年2月26日，在巴塞隆納舉辦的世界行動通訊大會發表的高階手機，继Xperia XZ1后所发表。与其一同发布的还有主打小屏的Xperia XZ2 Compact。
Xperia XZ2搭载5.7吋18:9比例的HDR全面屏、高通Snapdragon 845 SOC、4或6GB記憶體，支持（IP65 / 68）防水，防塵防水IP65/IP68等級，IP6X代表完全防塵，IPX5代表低壓水柱衝擊機體3分鐘不會造成進水，IPX8代表機體浸泡在1.5公尺深清水下方30分鐘不會造成進水，但海水等非清水不在防水範圍。五轴錄影防震，配备全新指纹感应器。

## 颜色
顏色包括：
| 顏色 | 名稱 | 英語          | 備註 |
| ---- | ---- | ------------- | ---- |
|      |      | Liquid Black  |      |
|      |      | Liquid Silver |      |
|      |      | Deep Green    |      |
|      |      | Ash Pink      |      |

## 设计
Xperia XZ2套用了Sony全新的“Ambient Flow”设计，重点在于“将美学和可用性融合在一起”，而且要面面俱到，其设计元素是2018年的全新风格。Xperia XZ2拥有3D玻璃背板，营造出舒适的无缝造型，是设计师的一个全新挑战。

## 系统
Xperia XZ2采用Android Oreo作業系統。

## 软件
- 电话、语音拨号、电子邮件、讯息、通讯录、设定。
- 相机
- 相簿
- 行事历
- 时钟、闹钟、码表。
- 计算机
- 便签
- Sony Car
- 导航
- 在地服务
- FM收音机
- WALKMAN，SONY独家随身听的音乐程式。
- 新闻与气象
- 电影工作室
- 下载
- Socialife
- Sony Select
- Xperia link
- 智能连线
- Stamina 省电模式
- 备份和还原
- 更新中心与支援